# 北土城站
北土城站是北京地铁8号线与10号线的一座换乘站，于2008年7月19日随着10号线一期和8号线一期（即奥运支线）同时通车投入运营，与三元桥站一样，是首批北京地铁啟用后即為換乘站的車站之一。车站位于北京市朝阳区亚运村街道北辰路、北土城西路、北土城东路交叉口，因地处元大都北城垣遗址中轴而得名。

## 位置
这座车站位于北土城东路－北土城西路（东西向）和北辰路（南北向）的交叉口下方。10号线车站呈东西向，8号线车站呈南北向，两线车站呈“Ｔ”字形交叉。车站东北方向为奥体中心，西北方向为中华民族园。

## 结构

### 车站楼层
北土城站是地下三层车站。
| 地面层                   | 街道                    | A—F出入口                        |
| 地下一层 8、10号线站厅层 | 站厅                    | 客务中心、自动售票机、进出站闸机 |
| 地下二层 10号线站台层    |                         | █ 10号线外环（健德门）           |
| 地下二层 10号线站台层    | 岛式站台，左側開门      |                                  |
| 地下二层 10号线站台层    | █ 10号线内环（安贞门）  |                                  |
| 地下三层 8号线站台层     |                         | █ 8号线往朱辛庄（奥体中心）      |
| 地下三层 8号线站台层     | 岛式站台，左側開门      |                                  |
| 地下三层 8号线站台层     | █ 8号线往瀛海（安华桥） |                                  |

### 站厅
北土城站地下一层为站厅层，平面呈“Ｔ”字形，10号线同8号线共用。站厅内有一卡通充值点/退卡点，10号线站厅西端及8号线站厅北端设有自动体外除颤器，10号线站厅北侧偏西处另有北京稻香村便利店。

### 站台及换乘方式
北土城站地下二层为北京地铁10号线的岛式站台，位于北土城西路-北土城东路地底，采用城市风格装饰。地下三层为北京地铁8号线的岛式站台，位于北辰路地底，采用体现中国文化的青花瓷图案作为装饰图案。屏蔽门上也印满了中国古典元素的图案，白色吊顶则是仿中国古代藻井的形状。
两层站台在两站台相交点处设置了换乘楼梯，实现10号线到8号线的垂直換乘；8号线到10号线的换乘可上到地下一层的共用站厅，再到地下二层的10号线站台。
本站8号线月台北端设有一条渡线，以及本站东南象限均设有两条联络8号线与10号线，方便用於列車的調度使用。8号线月台南端设有一条渡线。

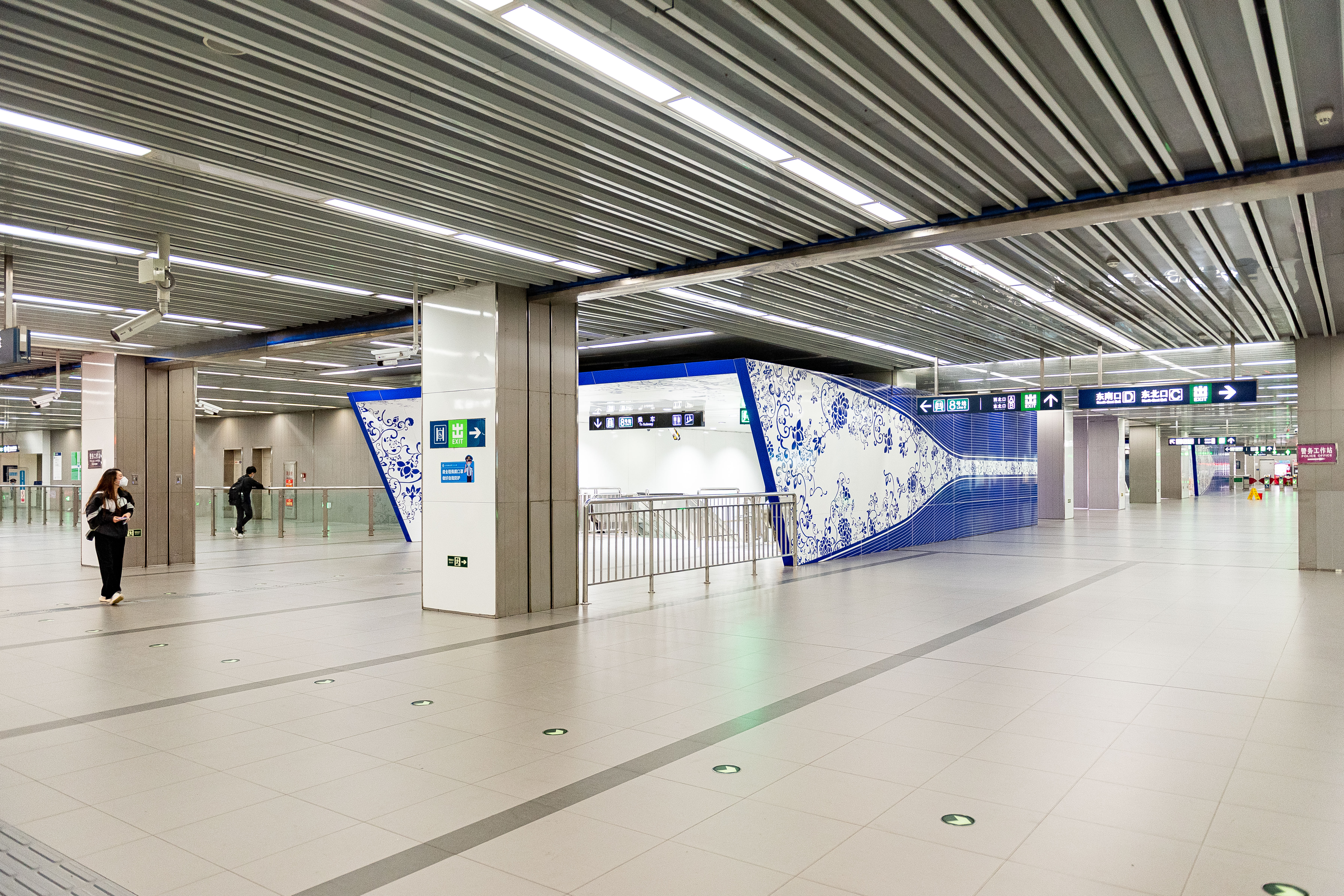
8号线站厅（2021年4月摄）
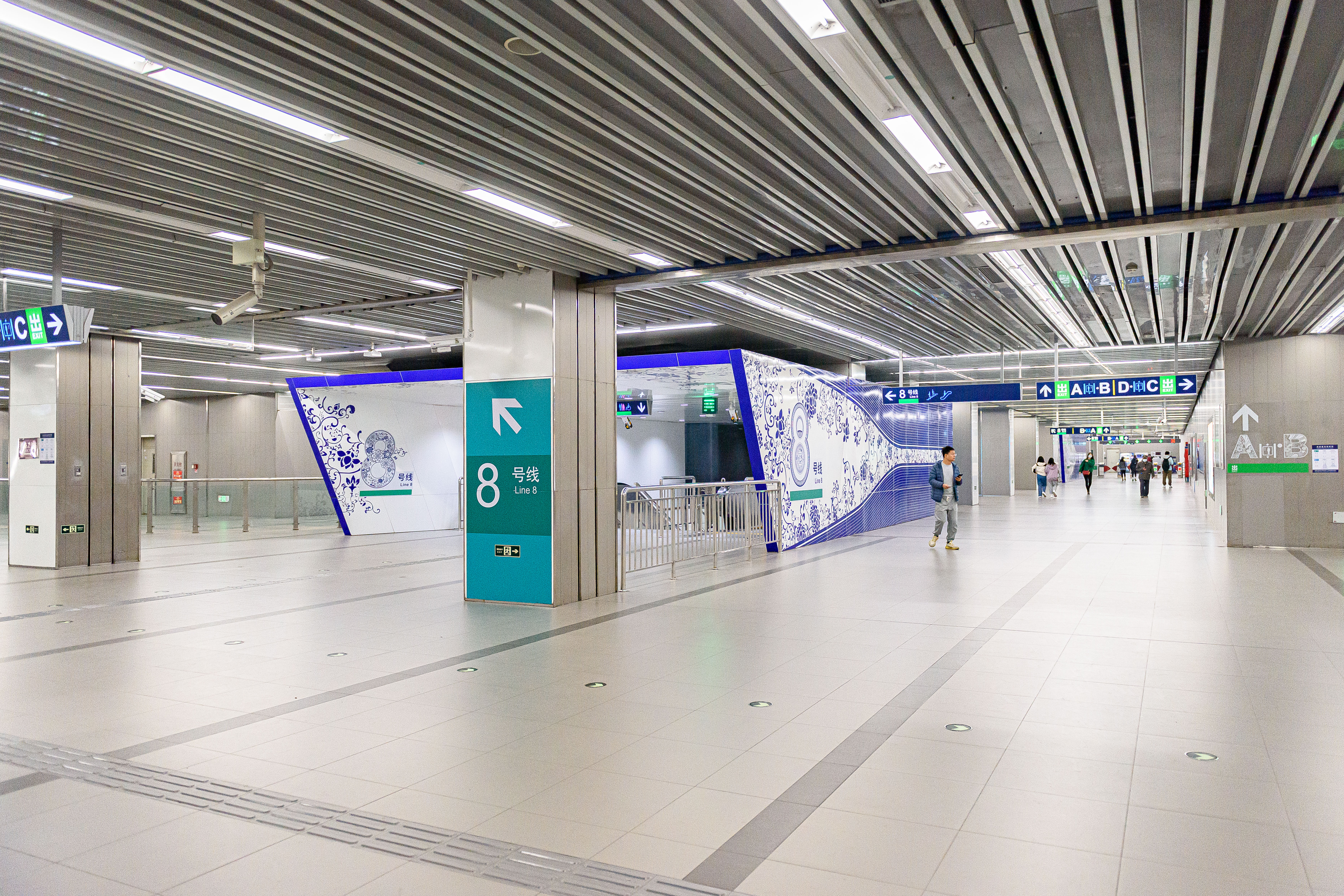
8号线站厅（2024年3月摄）
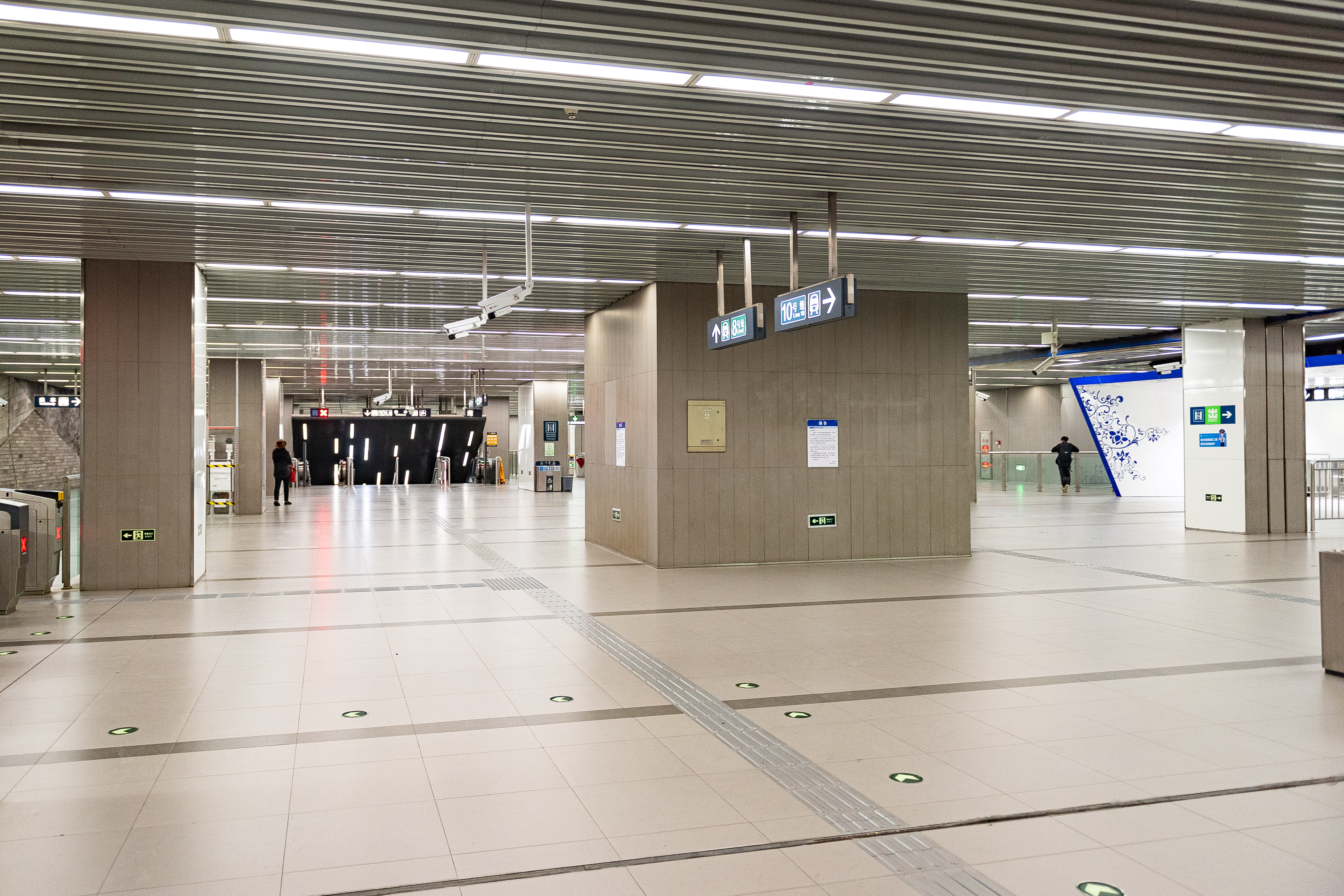
10号线站厅（2021年4月摄）
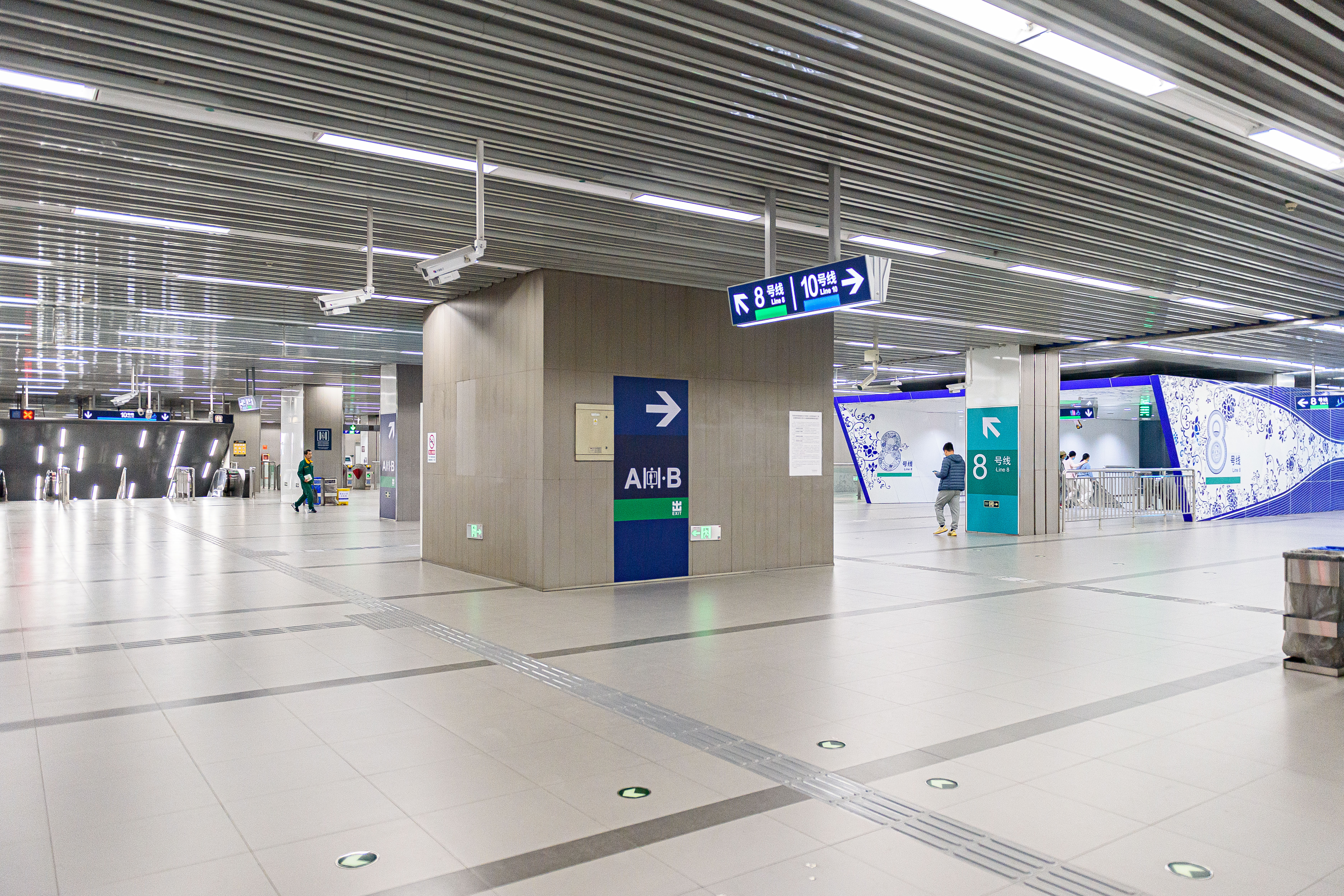
10号线站厅（2024年3月摄）
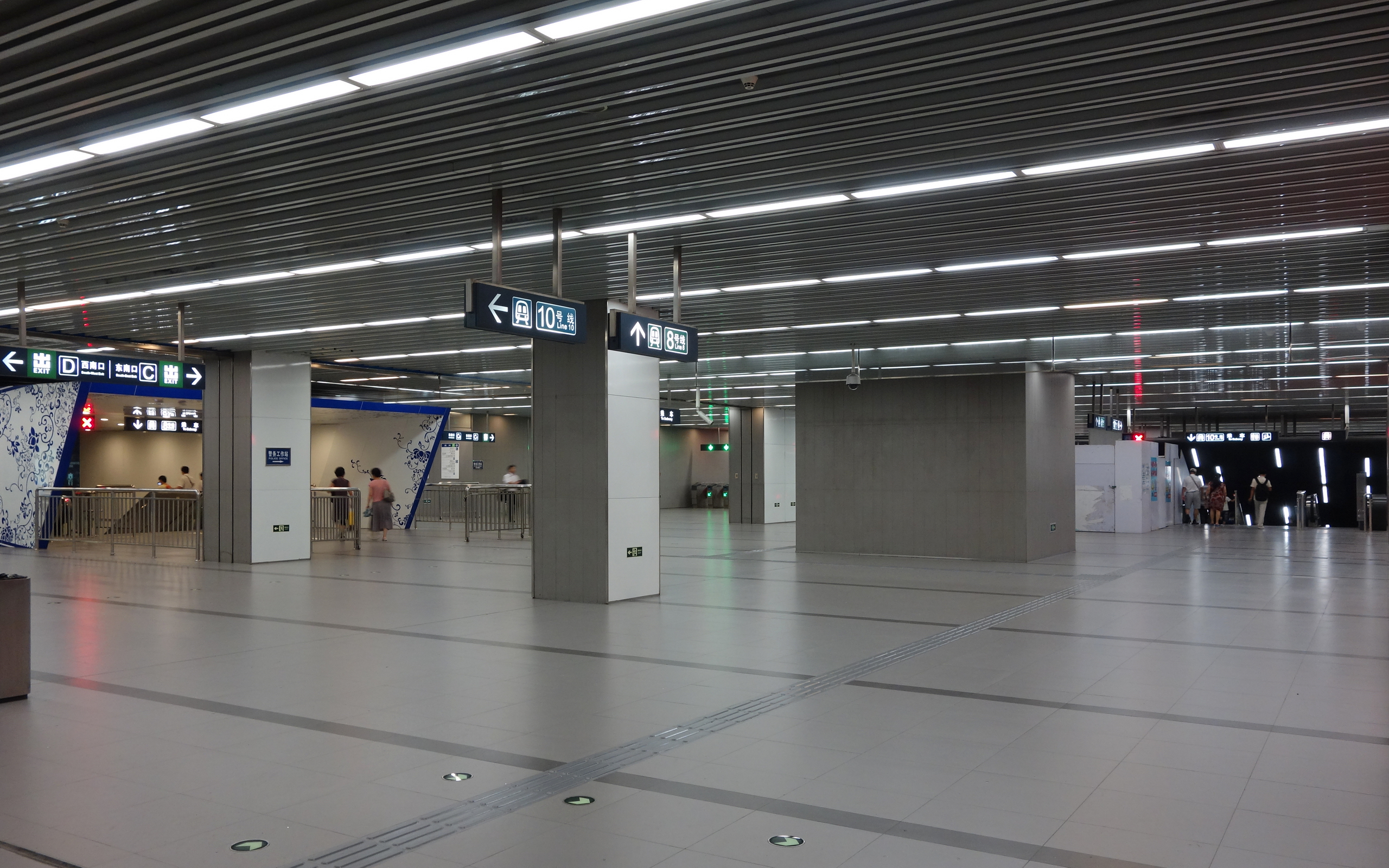
北土城站10号线与8号线共用的站厅层（2013年7月摄）
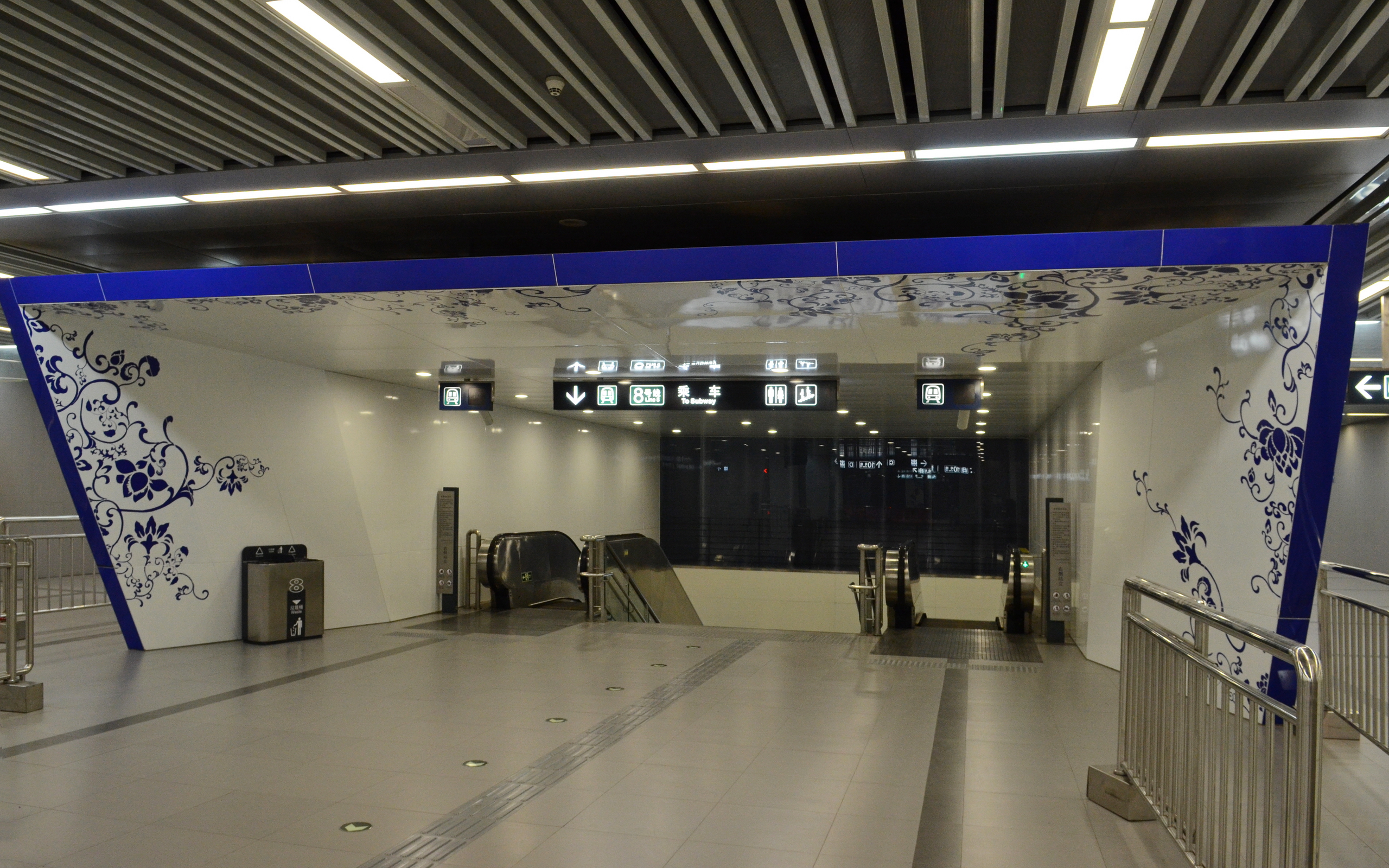
站厅层8号线站台出入口（2011年5月摄）
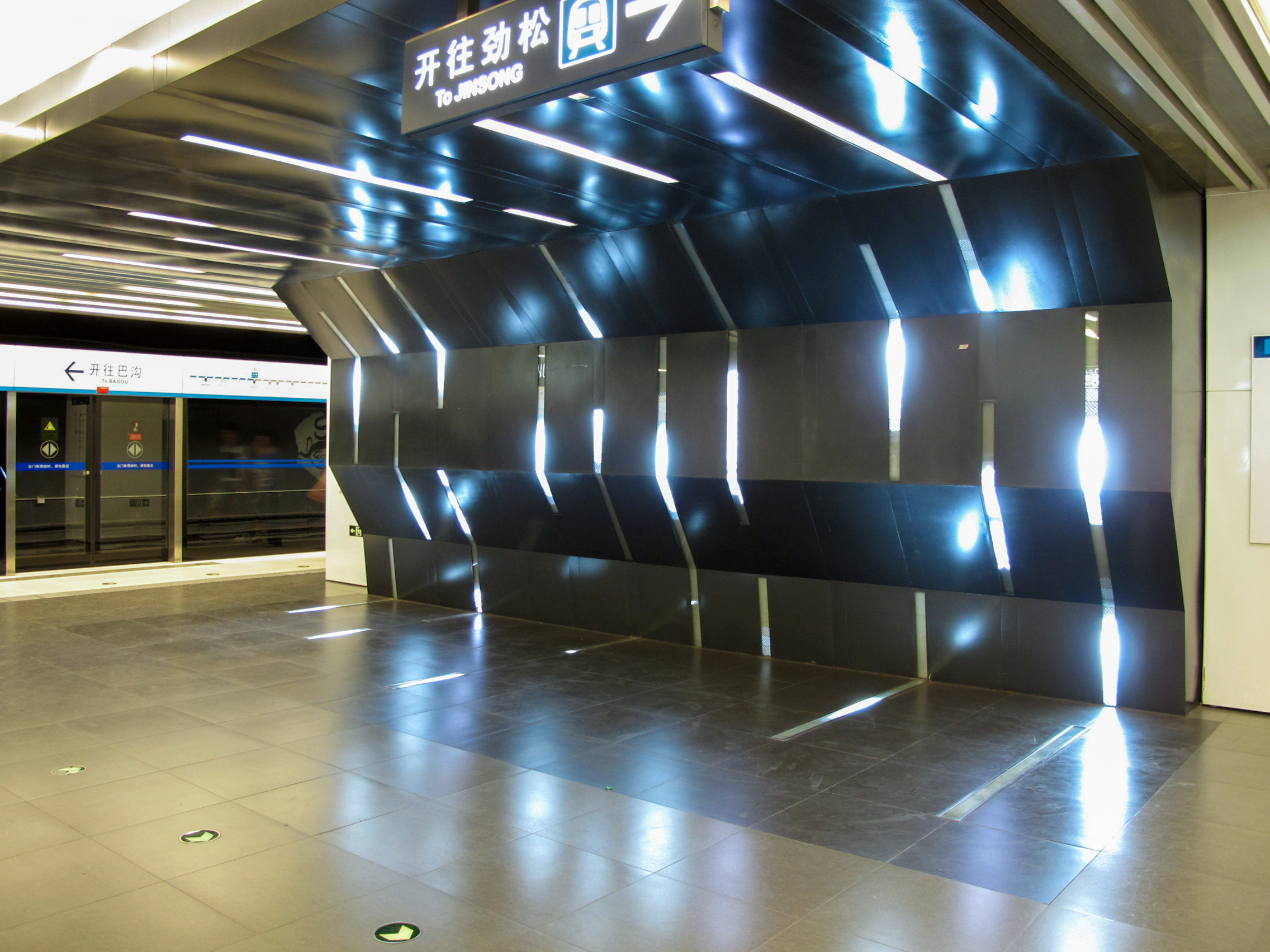
10号线站台城市风格LED装饰（2010年5月）
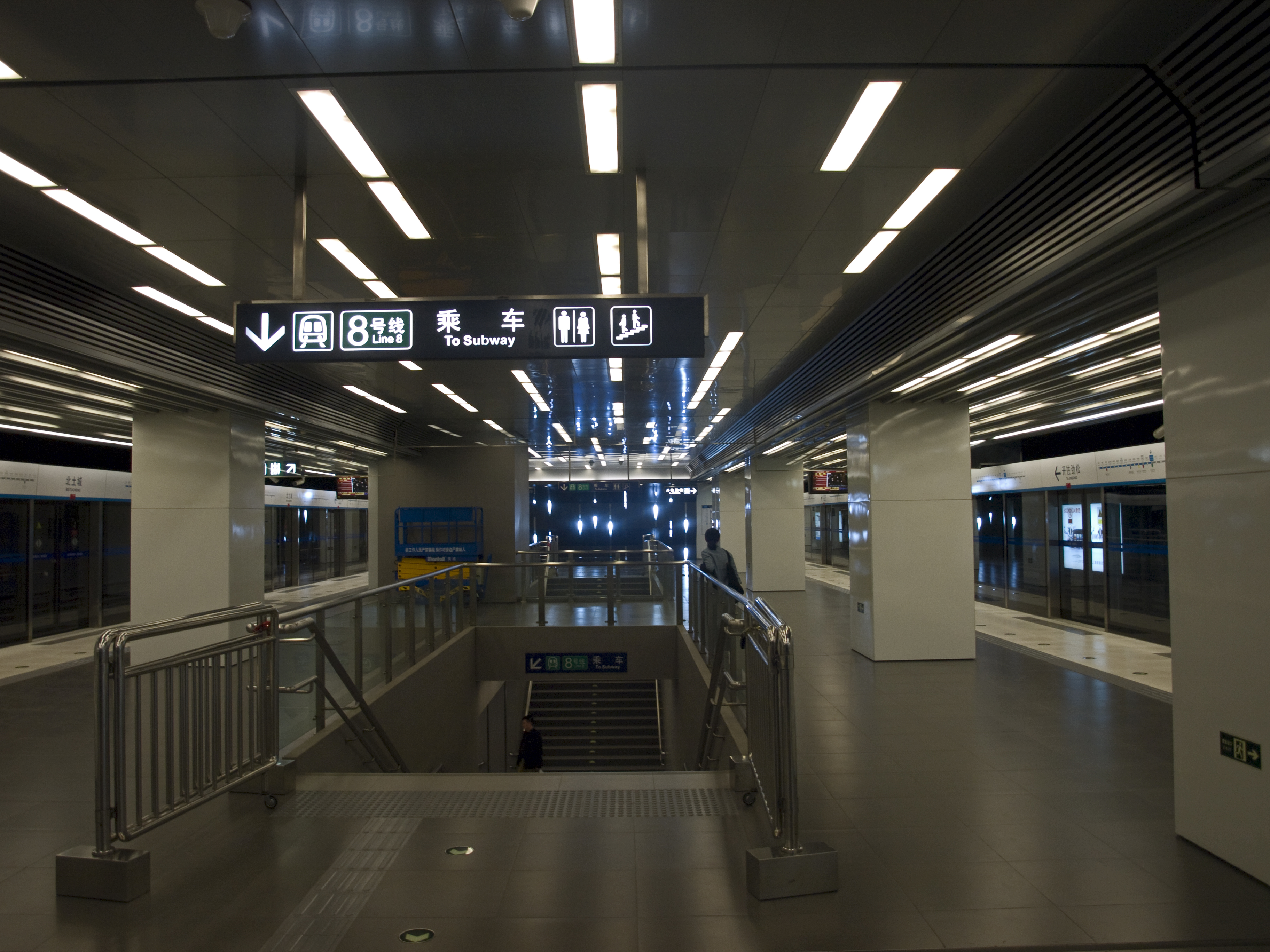
10号线站台与8号线站台换乘楼梯入口（2010年5月摄）
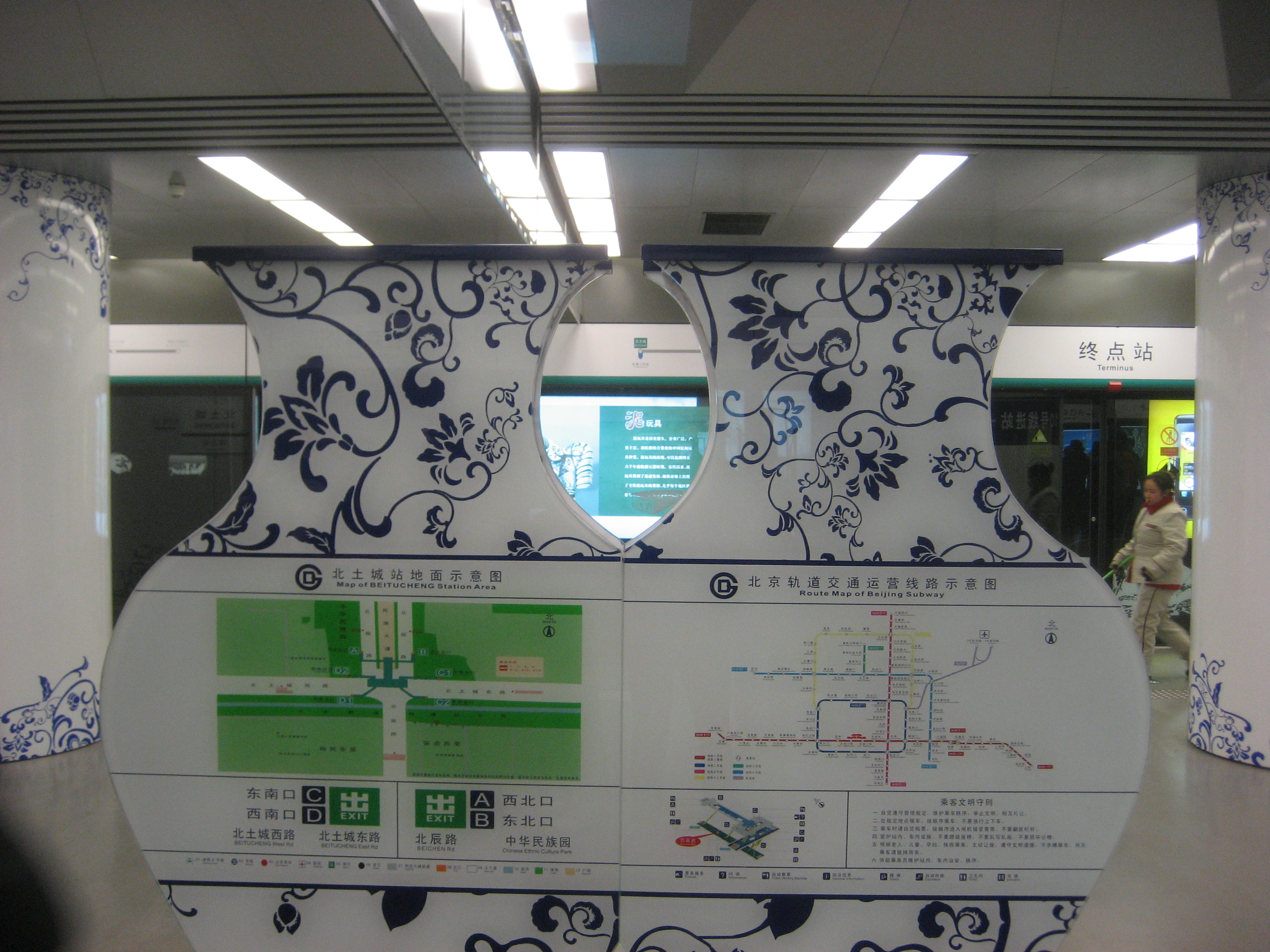
北土城站8号线站台青花瓷样式指示牌（2009年1月摄）

## 出入口
车站设6个出入口：西北 (A) 口、东北 (B) 口、东南 (C1,C2) 口、西南 (D1,D2) 口，以及四部直通地面垂直电梯。2017年7月20日，原C1口（东南口）调整为C口（东北口），原C2口（东南口）调整为D口，原D1口（西南口）调整为E口，原D2口（西南口）调整为F口（西北口）。
|                       |                    |                              |      |            |
|                       |                    |                              |      |            |
| 编号                  | 指示               | 建议前往的目的地             | 照片 | 无障碍设施 |
| 连通 8号线 10号线站厅 |                    |                              |      |            |
| 出口 · A · 升降机标志 | 北辰路（西侧）     | 中华民族园                   |      |            |
| 出口 · B              | 北辰路（东侧）     | 八达岭长城方向公交车         |      | 不適用     |
| 出口 · C · 升降机标志 | 北土城东路（北侧） | 八达岭长城方向公交车         |      |            |
| 出口 · D              | 北土城东路（南侧） | 元大都城垣遗址公园、安贞西里 |      | 不適用     |
| 出口 · E              | 北土城西路（南侧） | 元大都城垣遗址公园、裕民东里 |      | 不適用     |
| 出口 · F              | 北土城西路（北侧） | 中华民族园                   |      | 不適用     |
| 註： 設有             |                    |                              |      |            |

## 历史
本站在规划及建设阶段曾称熊猫环岛站，2008年2月更名为北土城站。在北京奥运会前2008年7月开通的奥运支线（即8号线一期工程北土城站至森林公园南门站区间）是以北土城站为起止站，2011年10月15日起曾一度停运。2011年12月底8号线重新开通，2012年12月底二期工程南段北半部（北土城站至鼓楼大街站）開通，北土城站不再是8號綫南端終點。
北京奥运会及北京残奥会期间，作为临时特殊措施，北京地铁10号线换乘北京地铁8号线需出站进行安全检查。2008年10月9日，奥林匹克公园对外开放，全面安全检查取消，换乘不再需要出站。
2025年3月27日，原由德胜门始发的北京市区至八达岭长城直达公交线路877路全部班次外迁至北土城站东北角的公交场站始发。